# St-Géniès (Uzès)

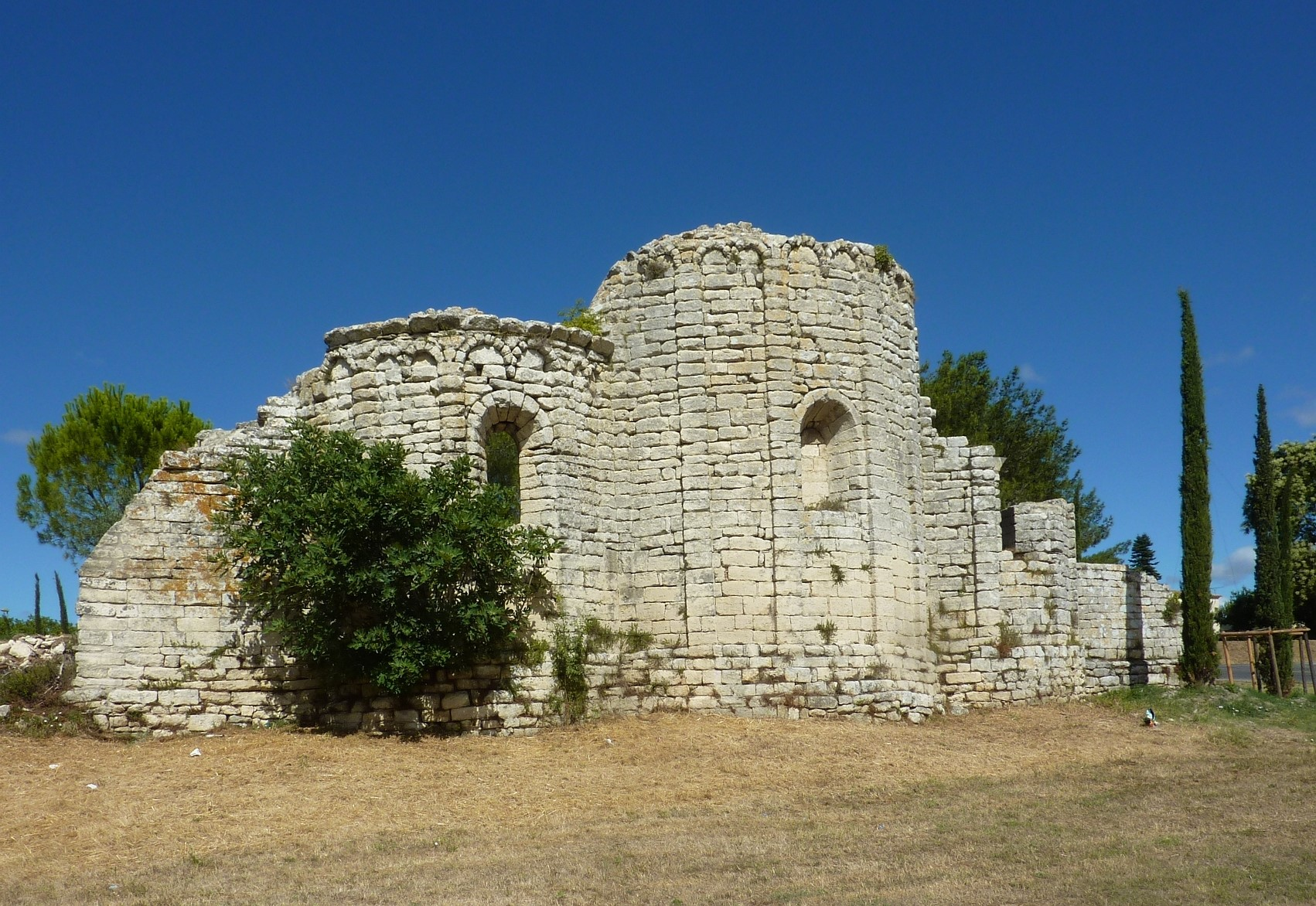
St-Géniès in Uzès

St-Géniès ist die Ruine einer romanischen Kirche in Uzès im französischen Département Gard. Die Ruine ist seit 1949 als Monument historique klassifiziert.

## Beschreibung
St-Géniès wurde zum ersten Mal im Jahr 1156 in einem Privileg König Ludwigs VII. für Raymond, Bischof von Uzes, erwähnt. Die Ruinen deuten darauf hin, dass die dreischiffige Kirche von erheblicher Größe gewesen sein muss. Erhalten hat sich einzig der Bereich des Chors mit einer Dreiapsidenanlage im Osten. Die mittlere Halbkreisapsis war höher und größer als die beiden flankierenden äußeren Apsiden. In der mittleren und der südlich Apsis hat sich teilweise die Überwölbung erhalten. Die Verlängerungen der Seitenwände lassen auf die Existenz eines Querhauses schließen.